# USS Phelps (DD-360)
DD 360 Phelps (Корабль соединённых штатов Фелпс) — американский эсминец типа Porter.
Заложен на верфи Bethlehem Steel, Quincy 2 января 1934 года. Заводской номер 1451. Спущен 18 июля 1935 года, вступил в строй 26 февраля 1936 года.
Выведен в резерв 24 июня 1946 года. Из состава ВМС США исключён 28 января 1947 года.
Продан 10 августа 1947 года фирме «Northern Metals Co.» в Филадельфию и разобран на слом.